# Isophlebiida
Isophlebiida – wymarły takson owadów z rzędu ważek, podrzędu Epiprocta i kladu Isophlebioptera.
Takson ten wprowadzony został w 1996 roku przez Güntera Bechly’ego. Obejmuje on rodzinę Liadotypidae, znaną z toarku w jurze wczesnej, oraz znaną z jury i kredy nadrodzinę Isophlebioidea, do której zaliczane są rodziny Campterophlebiidae i Isophlebiidae, a według części badaczy także Selenothemistidae i rodzaj Kazachophlebia. W systemie Bechly’ego z 2007 roku do Isophlebiida zaliczane były także Archithemistidae, jednak w 2018 roku Richard S. Kelly i Andre Nel na podstawie oględzin holotypu Archithemis brodiei przenieśli Archithemistidae do Heterophlebioidea, zaznaczając, że być może Archithemis należał nawet do Heterophlebiidae.